# كاتاغامي (أكيتا)
كاتاغامي مدينة تقع ضمن محافظة أكيتا في اليابان، تأسست في 3/22/2005، بلغ عدد تعداد سكانها في 1 يناير – 2008 حوالي 35460 مساحتها الإجمالية حوالي 97.96 كم٢ لتصبح كثافة سكانها 362 نسمة لكل كيلو متر مربع.

## أعلام
- كينيتشي تاكاهاشي